# А-7 (планёр)
А-7 — лёгкий десантный планёр О. К. Антонова, времён Великой Отечественной и Второй мировой войн.

## История
23 января 1940 года ЦК ВКП(б) принимает решение о создании в Наркомате авиапромышленности Управления по производству десантно-транспортных планеров под руководством В. С. Куликова. Главным инженером назначен П. В. Цыбин.
Планёр был построен как увеличенная версия спортивного планёра «Рот Фронт-7», который представили на Всесоюзном конкурсе десантных планеров, в 1939 году, где он был отмечен первой премией. В Москве, на бывшем планерном заводе Осоавиахима, в Тушино, в 1941 году, было закончено проектирование и изготовление первого планера и опытного экземпляра под названием «Рот Фронт-8».
Серийное производство А-7 начиналось на заводе в Тушино и на бывшем ремонтном заводе Главного управления гражданского воздушного флота при Совнаркоме СССР в Быково, которые были эвакуированы осенью 1941 года, в город Тюмень.
При эвакуации предприятий и организаций СССР осенью 1941 года в Тюмень прибыли железнодорожные поезда с персоналом и оборудованием Завода № 241, Тушинского завода N81 а также Народного комиссариата авиационной промышленности СССР. В Наркомате принято решение об их объединении в Завод № 241, главной продукцией которого стало производство десантного планёра модели «А-7». В начале декабря 1941 специалисты предприятия приступили к выпуску основной продукции для военно-воздушных сил государства.
На одном из аэродромов Московского военного округа, в конце лета 1942 года, состоялся смотр пилотов, десантников и десантной техники. Вышестоящему руководству был показан посадочный планерный десант, в составе двадцати планеров А-7 и Г-11. Пилоты сажали А-7 и Г-11 навалом не только на полосу, а по всей указанной небольшой площадке. После высадки десантники с кличем «Ура!» побежали к месту расположения руководства смотром, что произвело огромный эффект на него, так как до этого тренировки в таком групповом полёте не проводились.
«А-7» использовались РККА для боевых вылетов в район Сталинграда, во время авиационных десантов подо Ржевом и Вязьмой, в боях на Воронежском фронте, во время форсирования Днепра, осенью 1943-го, доставляя вооружение, боевые припасы и продовольствие войскам. За время Великой Отечественной войны выпущено около 400 планеров «А-7». В 1944 году части завода № 241 были переведены в города Саратов и Рязань. Кроме того конструкторами Завода № 241 был разработан проект летающего танка А-40, гибрид лёгкого танка Т-60 и двукрылого планёра под названием «Крылья танка — 60» (КТ-60). В сентябре 1942 года в Подмосковье КТ-60 прошёл испытание в облегчённом варианте без башни и с одним членом экипажа и ста литрами топлива, однако конструкция всё равно оказалась достаточно тяжёлой, поэтому на вооружение его так и не приняли.
Изготовление планеров А-7 также было организовано в городе Алапаевск, Свердловская область.
В годы Великой Отечественной войны планёры буксировались самолётами с аэродрома в Саратове к линии фронта, где отцеплялись от самолётов и, бесшумно планируя, достигали посадочных площадок в тылу врага, либо сбрасывали груз в тылу врага и возвращались назад.

## Формирования
В РККА, в сентябре 1942 года на аэродромах «Киржач» и «Медвежьи озёра» были сформированы два планёрных авиационных полка, которые имели на вооружении по 30 планеров и 12 буксировщиков, различных моделей в том числе и А-7. В 1942 году боевые планеристы стали летать к партизанам и в тыл противника на расстоянии 800 километров. В марте 1943 года планерно- десантное подразделение 3-й воздушной армии провело операцию по снабжению партизан. В операции участвовало 35 планеров А-7 и 30 планеров ГР-29. по ночам к партизанам за 12 суток было доставлено 50 тонн боеприпасов, 150 бойцов-подрывников и 106 человек руководящего состава, а также спецоборудование для партизанской и подпольной работы, включая 5 типографий и 16 радиостанций. Всё это было доставлено за 96 боевых вылетов.

## Буксировщики
В качестве буксировщиков для планера А-7, использовались, при проведении испытаний, лётчиками испытательного отряда все наличные самолёты, от Р-5 до ТБ-3, а впоследствии и Ли-2, и «Харрикейн», а за Ил-4 и ТБ-3 испытывали пару и тройку А-7.

## Конструкция
«А-7» — широкофюзеляжный высокоплан со свободнонесущим крылом сравнительно большого удлинения, деревянной конструкции.
Крыло — двухлонжеронное, состоит из центроплана, составляющим одно целое с фюзеляжем, и двух отъёмных частей крыла.
Шасси — двухколёсное ферменного типа с хвостовым костылём, основное шасси могло убираться в полёте. Колёса баллонного типа. Шасси в полёте убиралось механически из кабины. В этом случае посадка осуществлялась на жёсткую лыжу, расположенную на днище фюзеляжа, при этом длина пробега значительно сокращалась. Амортизация — резиновые пластины, работающие на сжатие. Костыль имеет рессорную амортизацию.
В кабине лётчика на приборной доске имелись следующие приборы: указатель скорости, указатель поворота, вариометр, компас, высотомер. На правом борту фюзеляжа снаружи была установлена трубка Вентури, необходимая для приведения в действие указателя поворота. В кабине лётчика размещены рычаги ручного и ножного управления. Сверху фюзеляжа, на кронштейне была закреплена трубка Пито для указателя скорости.
Управление триммерами руля высоты производится с панели, расположенной слева от лётчика. Посадочные щитки управлялись лебёдкой, штурвал которой был размещён в кабине. Замок для буксировки планера был установлен на лыже впереди первого шпангоута. Буксировался планер за самолётами ДБ-3 и Ил-4. Для отцепки в кабине пилота-планериста была установлена ручка замка.

## Технические характеристики
- Экипаж: 1 человек
- Вместимость: 7 человек (включая пилота)
- Нагрузка: 900 кг
- Длина: 10,54 метра
- Размах крыла: 18 м
- Высота: 1,53 м
- Площадь крыльев: 23,20 м²
- Масса пустого: 955 кг
- Масса с нагрузкой: 1760 кг
- Максимальная масса: 1875 кг

Всё по

## Модификации
- А-7У — учебный, с двойным управлением;
- А-7Ш — штурманский;
- А-7Б — бензовоз, для увеличения радиуса действия бомбардировщика, разработан в 1942 году. В планер были установлены два бака общей ёмкостью 1000 л, перекачивающий насос с электроприводом и питанием от аккумуляторов. Перелив топлива осуществлялся по дюритовому шлангу, который крепился к буксировочному тросу.[1]
- А-7М — модернизированный, со вместимостью 14 человек десанта, был разработан и построен в 1943 году.